# 松澤ミキ
松澤 ミキ（まつざわ ミキ、1992年11月25日 - ）は、日本の歌手、マリンバ奏者。
本名：松澤 美希（読み同じ）。宮城県仙台市生まれ、長野県育ち。血液型A型。

## 概要
小さな頃から音楽が大好きで、4歳でピアノを始める。 小学校では金管バンドに所属、トランペットを担当。 小学校4年生の時にNHKの『BSジュニアのど自慢』でグランプリを獲得。 その後ヤマハのボイストレーニングに通い始める。 中学校では吹奏楽部に所属、パーカッションを担当。コンサートマスターも兼ねる。
2007年、中学校2年生の時に日本テレビ系『歌スタ!!』で、DJ UTOにその才能を見出され合格。最終プレゼンで「LUCKY GIRL」を歌唱し、合格。ポニーキャニオンと契約を結ぶ。
2008年4月、音楽学科の全寮制高校へ進学。7月16日、シングル『LUCKY GIRL』でポニーキャニオン傘下のEXIT TUNESより念願のメジャーデビューを果たす。
2009年、自ら作詞・作曲に取り組むなど本格的な音楽創作活動を始め、シンガーソングライターMIKIとしての活動も始める。　
2009年8月には、オフィシャルMySpaceを開設したことをブログで発表し、自身初の作詞作曲となる新曲「Ever」を公開した。　
2011年以降は、音大、大学院に進学しながら、クラシック分野での音楽活動を継続している。
2014年9月から広瀬香美音楽学校講師。

## 名前の表記
2008年の「LUCKY GIRL」でのデビュー前後は、松澤美希・マツザワミキ・松澤ミキと3種類の表記があったが、正式には「松澤ミキ」が正解である。
2009年以降、シンガーソングライターとして活動する際には「MIKI」という名称での活動をしている。
なお、時期に関わらずクラシック分野での活動の際には、「松澤美希」と本名を用いている。

## ディスコグラフィー

### シングル
1. LUCKY GIRL（2008年7月16日）
  - 日本テレビ系『ロンQ!ハイランド』2008年7月度エンディングテーマ
  - 日本テレビ系『歌スタ!!』2008年7月度お題歌（エンディングテーマ）

### 参加作品
- EXIT TRANCE BEST #6 MIXED BY DJ UTO（2008年2月20日発売）
  - 「LUCKY GIRL (N.O.-SYO REMIX)」収録（松澤美希名義）

### その他発表作品（MIKI名義）
1. Ever（作詞・作曲：MIKI 編曲：牧内拓磨）MIKI Official MySpaceにて公開。
2. My Song（作詞・作曲・編曲：牧内拓磨）MIKI Official MySpaceにて公開。着うたフル配信。
3. 旅立ち（作詞・作曲・編曲：牧内拓磨）Tak.Makiuchi Official MySpaceにて公開。